# I’m Happy Just to Dance with You
«I’m Happy Just To Dance with You» — (с англ. — «Я счастлив просто танцевать с тобой») — песня английской рок-группы «The Beatles», написанная Джоном Ленноном. Песня достигла позиции #95 в хит-параде «Billboard Hot 100» в 1964 году. Композиция и по сей день остаётся одной из любимых песен радиостанций, транслирующих старые песни. Обезоруживающе наивное исполнение вокалов Харрисоном как нельзя лучше передаёт настроение этой композиции. Как обычно у ранних «The Beatles», слабый текст полностью скрыт за коммерческим фасадом аранжировки.

## Композиция
«I’m Happy Just To Dance With You» исполняет Джордж Харрисон, хотя это тоже песня Леннона. Вокал Харрисона плоский, немного наивный, изображает голос стеснительного подростка, который просто хочет сказать девушке, что счастлив танцевать с ней. Леннон сделал гениальный ход, когда доверил эту песню Джорджу, превратив её недостатки в достоинства. Песня была написана специально для Джорджа Харрисона: в тот момент у Джорджа не было собственного материала. Много лет спустя Пол Маккартни назвал песню «шаблонной», а Леннон признался, что «никогда бы не спел её сам».

## Запись
Битлз записали песню в воскресенье. Впервые битлы работали на студии Эбби Роуд в выходной день. В тот же день группа записала ещё две песни: Long Tall Sally и I Call Your Name. Работа над записью всех трёх композиций заняла три часа. «I’m Happy Just To Dance With You» записали первой. Всего было сделано четыре дубля этой песни.
Группа также записала другую версию песни для радио-шоу Би-би-си — From Us To You. Звукозаписывающая сессия началась 17 июля 1964 года в Парижской студии Би-би-си в Лондоне и была сначала передана по радио 3 августа в том же году.

## Состав
- Джордж Харрисон — ведущий вокал
- Джон Леннон — бэк-вокал, ритм-гитара
- Пол Маккартни — бэк-вокал, бас-гитара
- Ринго Старр — барабаны

## Версия Энн Мюррей
Популярная канадская кантри-певица Энн Мюррей записала кавер-версию песни «I’m Happy Just to Dance with You» в 1980 году. Мюррей имела некоторый успех в предыдущих годах, перепев другие песни The Beatles, такие как «You Won't See Me» и «Day Tripper». В отличие от оригинала песен The Beatles, версия песня Мюррей «I’m Happy Just to Dance with You» была записана в жанре современной баллады для взрослых.
Версия Мюррей достигла позиции #64 в музыкальном хит-параде Billboard Hot 100 и позиции #23 в чарте музыки кантри 1980 года.